# Дружба (Кривий Ріг)
Футбольний клуб «Дружба» (Кривий Ріг) — український футбольний клуб з Кривого Рогу Дніпропетровської області, заснований у 2004 році. Виступає у Чемпіонаті та Кубку Дніпропетровської області. До 2019 року представляв с. Новомиколаївка Херсонської області та виступав у Чемпіонаті та Кубку Херсонської області. На всеукраїнському рівні виступав у Чемпіонатах України серед аматорів 2017/18 і 2018/19, а також Кубку України серед аматорів 2017/18.

## Досягнення
Чемпіонат Херсонської області:
 Переможець: 2017
 Бронзовий призер: 2018
Кубок Херсонської області:
 Володар: 2015
 Фіналіст (2): 2017, 2018
Суперкубок Херсонської області:
 Володар: 2018
Чемпіонат Дніпропетровської області:
 Срібний призер: 2016, 2020/21
 Бронзовий призер: 2019
Кубок Дніпропетровської області:
 Фіналіст: 2020/21
Суперкубок Дніпропетровської області:
 Володар: 2021
Чемпіонат України з футболу серед аматорів:
- 2017/18: 1 місце в групі 3
- 2018/19: 7 місце в групі 3